# 홉뮬러 선도

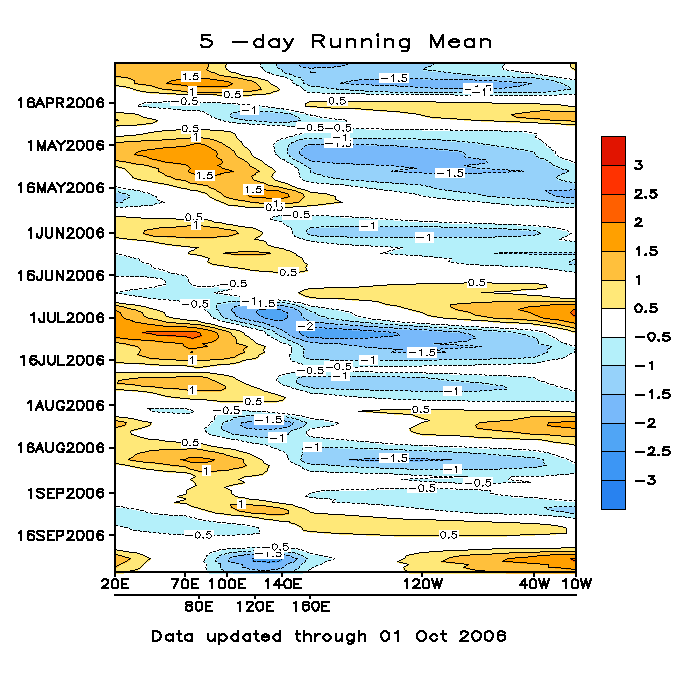
이 홉뮬러 선도는 OLR의 실행 평균값을 기록하며, 이 값은 Madden-Julian 진동, MJO의 등고선 값(여기서 +3에서 -3까지 표시됨)을 생성한다. ++에서 시간은 위에서 아래로, 즉 세로, 세로 또는 y축을 따라 증가한다. 진동 윤곽은 가로축 또는 x축에서 왼쪽에서 오른쪽으로 수평으로 배향된다. 따라서 4월부터 9월까지의 시간 동안 특정 등고선 값의 움직임은 서쪽에서 동쪽으로, 즉 경도 20E에서 경도 10W로 표시된다.

홉뮬러 선도(Hovmöller diagram)는 파도, 특히 열대성 파도의 움직임을 강조하기 위해 기상 데이터를 그리는 일반적인 방법이다. 홉뮬러 선도는 1949년에 발표된 논문에서 덴마크 기상학자 Ernest Aabo Hovmöller(1912-2008)에 의해 소개되었다.

## 구성
홉뮬러 선도의 축은 온도, 밀도, 깊이, 높이, 압력 등과 같은 대기 또는 해양 구성 요소의 스칼라 값의 시간에 따른 변화를 나타낸다. 일반적으로 이 경우 시간은 가로 좌표 또는 x축을 따라 기록되는 반면 수직 값(깊이, 높이, 압력 등)은 세로 좌표 또는 y축을 따라 표시된다.
홉뮬러 선도가 가로 좌표에 경도 또는 위도를, 그리고 세로 좌표에(진행) 시간에 대해 플롯될 수 있으므로 축의 대체 방향도 사용할 수 있다. 그러면 명명된 물리적 필드의 윤곽 값이 색상 또는 음영을 통해 표시된다.

## 같이 보기
- 열대파
- 히트 맵